# Ceresium amplicolle
Ceresium amplicolle là một loài bọ cánh cứng trong họ Cerambycidae.